# Catiniidae
Catiniidae is een familie van eenoogkreeftjes in de orde van de Poecilostomatoida. De wetenschappelijke naam van de familie is voor het eerst geldig gepubliceerd in 1901 door Embleton.

## Geslachten
- Catinia Bocquet & Stock, 1957
- Cotylemyzon Stock, 1982
- Cotylomolgus Humes & Ho, 1967
- Myzomolgus Bocquet & Stock, 1957